# Lusitaniërs

etnografische kaart van het Iberisch Schiereiland rond 300 v.Chr. (vóór de Carthaagse veroveringen)

De Lusitaniërs waren een Indo-Europees sprekend volk dat in het uiterste westen van het Iberisch Schiereiland woonde, in het huidige Midden-Portugal en Extremadura en Castilië en León in Spanje. Na verovering door de Romeinen werd het land opgenomen als een Romeinse provincie, Hispania Lusitania.

## Geschiedenis

### Oorsprong
Frontinus noemt de Lusitaanse leider Viriatus als de leider van de Keltiberiërs in hun oorlog tegen de Romeinen. De Grieks-Romeinse geschiedschrijver Diodoros van Sicilië vergeleek hen met een andere Keltische stam: "Degenen die Lusitaniërs worden genoemd, zijn de dappersten van allemaal, vergelijkbaar met de Cimbren". Volgens de waarzegger Artemidorus werden de Lusitaniërs ook Belitaniërs genoemd. Strabo maakte een onderscheid tussen de Lusitaniërs en de Iberiërs en beschouwde hen als Keltiberiërs die in de oudheid bekend stonden als Oestriminis. Op basis van archeologische vondsten lijken de Lusitaniërs en Vettones echter grotendeels pre-Keltische Indo-Europese volkeren te zijn geweest die Keltische culturele elementen overnamen. Aan de andere kant maakten Plinius de Oudere en Pomponius Mela in hun geografische geschriften onderscheid tussen de Lusitaniërs en naburige Keltische groepen zoals de Artabriërs. 
De oorspronkelijke Romeinse provincie Lusitania omvatte kortstondig de gebieden Asturië en Gallaecia, maar deze werden al snel overgedragen aan de jurisdictie van de Provincia Tarraconensis in het noorden, terwijl het zuiden de Provincia Lusitania et Vettones bleef. Later zou Gallaecia een eigen provincie worden, grote delen van het huidige Galicië en Noord-Portugal omvattend. Hierna liep de noordgrens van Lusitania langs de rivier de Douro, terwijl de oostgrens via Salmantica en Caesarobriga naar de rivier de Anas (Guadiana) liep.

### Oorlogen met Rome
Lusitanische huurlingen vochten voor Carthago tussen 218 en 201 v.Chr., tijdens de Tweede Punische Oorlog tegen Rome. Silius Italicus beschrijft hen als een combinatie van de Gallaeci en geleid door een commandant genaamd Viriatus (niet te verwarren met de gelijknamige hoofdman). Volgens Livius voerden de Lusitaanse en Keltiberische cavalerie plundertochten uit in het noorden van Italië wanneer het terrein te ruig was voor Hannibals beroemde Numidische cavalerie. 
Sinds 193 v.Chr. vochten de Lusitaniërs tegen de Romeinen in Hispania. In 150 v.Chr. werden ze verslagen door Praetor Servius Galba. Hij zette een val, doodde 9.000 Lusitaniërs en verkocht er later nog eens 20.000 als slaven in Gallië. Dit bloedbad zou Viriatus niet snel vergeten. Drie jaar later (147 v.Chr.) zou hij de leider van de Lusitaniërs worden en de Romeinse overheersing in Lusitanië en daarbuiten ernstig beschadigen. In 139 v.Chr. werd Viriatus verraden en in zijn slaap vermoord door drie van zijn metgezellen, die als afgezanten naar de Romeinen waren gestuurd: Audax, Ditalcus en Minurus, omgekocht door Marcus Popillius Laenas. Hoewel zij krijgsgezellen van Viriatus waren, waren zij zelf geen Lusitaniërs. Waarschijnlijk waren het Turdetani of andere mensen die niet tot de Lusitaniërs behoorden. Toen de drie echter terugkeerden om hun beloning van de Romeinen in ontvangst te nemen, gaf consul Quintus Servilius Caepio bevel tot hun executie. Hij verklaarde: "Rome betaalt geen verraders".

### Romanisatie
Na de dood van Viriatus bleven de Lusitaniërs vechten onder leiding van Tautalus, maar geleidelijk aan verwierven ze de Romeinse cultuur en taal. De Lusitanische steden kregen, op eenzelfde manier als de rest van het geromaniseerde Iberisch Schiereiland, uiteindelijk de status van "burgers van Rome".

## Cultuur

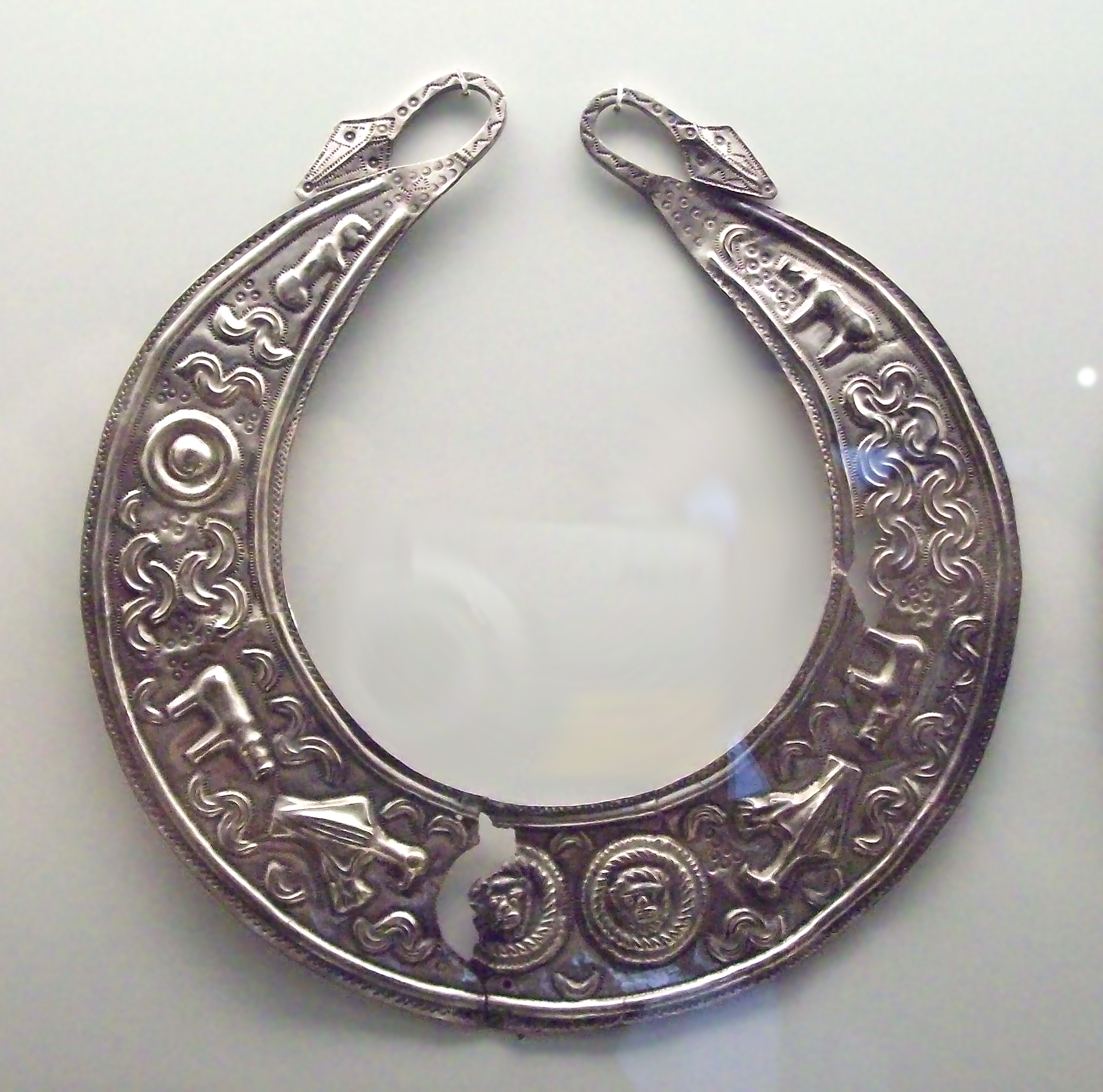
Lusitaanse lunula uit Miranda do Corvo (Portugal)

De Lusitaanse cultuur in het algemeen, inclusief de taal, is moeilijk in te delen. Sommigen geloven dat het in essentie een pre-Keltische Iberische cultuur was met aanzienlijke Keltische invloeden, terwijl anderen beweren dat het een in essentie Keltische cultuur was met sterke inheemse pre-Keltische invloeden die verband hielden met de Klokbekercultuur.

## Religie
De Lusitaniërs aanbaden verschillende goden in een zeer divers polytheïsme, waarbij ze gebruik maakten van dierenoffers. Zij beeldden hun goden en krijgers af in een rudimentaire beeldhouwkunst.
Endovelicus was de belangrijkste god voor de Lusitaniërs. Sommigen beschouwen hem als mogelijk overgenomen van de Baskene god van de Baskische taal, maar volgens geleerden als José Leite de Vasconcelos was het woord Endovellicus oorspronkelijk Keltisch, Andevellicos.
Endovelicus wordt vergeleken met Welshe en Bretonse namen, waardoor hij de betekenis krijgt van "Zeer Goede God", dezelfde epitheton als de Ierse god Dagda. Zelfs de Romeinen aanbaden hem vanwege zijn beschermende vermogen. Zijn cultus verspreidde zich uiteindelijk over het Iberisch schiereiland en zelfs daarbuiten, naar de rest van het Romeinse Rijk. De cultus bleef in stand tot in de 5e eeuw.Hij was de god van de openbare gezondheid en veiligheid.
De godin Ataegina was vooral populair in het zuiden. Als godin van de wedergeboorte (lente), vruchtbaarheid, natuur en genezing werd ze in de Romeinse tijd vereenzelvigd met Proserpina.
De Lusitaanse mythologie werd sterk beïnvloed door of was gerelateerd aan de Keltische mythologie. 
Ook de namen Bandua (een van de varianten van Borvo) zijn goed gedocumenteerd in inscripties, vaak met een tweede naam die gekoppeld is aan een plaats zoals Bandua Aetobrico, en Nabia, een godin van rivieren en beken. 
Volgens Strabo was het bij de Lusitaniërs gebruikelijk om offers te brengen. Ze beoefenden waarzeggerij door de ingewanden en aderen van het offer te inspecteren.
Ook brachten ze mensenoffers, krijgsgevangenen, door ze onder grove dekens te slaan en te kijken in welke richting ze vielen. Ze hakten de rechterhanden van hun gevangenen af, die ze aan de goden offerden.

## Taal
De Lusitaanse taal behoorde duidelijk tot de Indo-Europese taalfamilie. De precieze plaatsing van Lusitaans binnen de taalfamilie is nog onderwerp van discussie: er zijn mensen die beweren dat het een "para-Keltische" taal is met een duidelijke Keltische identiteit in het grootste deel van het lexicon, in veel antroponiemen en toponiemen. Een tweede theorie relateert het Lusitanisch aan de Italische talen, gebaseerd op de namen van Lusitaanse godheden met andere grammaticale elementen van het gebied. 
De Lusitaanse taal kan in feite een basaal Italo-Keltisch zijn geweest, een tak die onafhankelijk was van het Keltisch en Italisch, en die zich al vroeg afsplitste van de Proto-Keltische en Proto-Italische bevolkingsgroepen die zich vanuit Centraal-Europa naar West-Europa verspreidden. Een alternatief is dat een Europese tak van de Indo-Europese dialecten, "Noordwest-Indo-Europees" genoemd en verband houdend met de klokbekercultuur, mogelijk niet alleen de voorouder was van het Keltisch en Italisch, maar ook van het Germaans en het Balto-Slavisch. Ellis Evans gelooft dat het Gallaecisch-Lusitaans één taal was (geen aparte talen) van de P-Keltische variant. 

## Stammen
De Lusitaniërs waren een volk dat bestond uit verschillende stammen die leefden tussen de rivieren Douro en Taag, in het grootste deel van de huidige regio's Beira en Estremadura in centraal Portugal en in sommige gebieden van de regio Extremadura in Spanje.
Ze vormden een stammenconfederatie maar geen politieke eenheid. Elke stam had zijn eigen territorium en was onafhankelijk. Ze bestonden uit kleinere clans. Ze hadden echter wel een cultureel eenheidsgevoel en een gemeenschappelijke naam voor de stammen.
Elke stam werd geregeerd door zijn eigen stamaristocratie en opperhoofd. Veel leden van de Lusitaanse stamaristocratie waren krijgers, zoals dat ook bij veel andere pre-Romeinse volkeren in de ijzertijd het geval was.
Pas bij een externe bedreiging verenigden de verschillende stammen zich. Dit gebeurde bijvoorbeeld toen de Romeinen hun gebied veroverden en Viriatus de enige leider werd van de Lusitaanse stammen. Punicus, Caucenus en Caesarus waren andere belangrijke Lusitanische leiders vóór de Romeinse verovering. Zij heersten enige tijd over de Lusitaniërs vóór Viriatus en leidden de stammen in het verzet tegen de Romeinse veroveringspogingen.

## Oorlogvoering

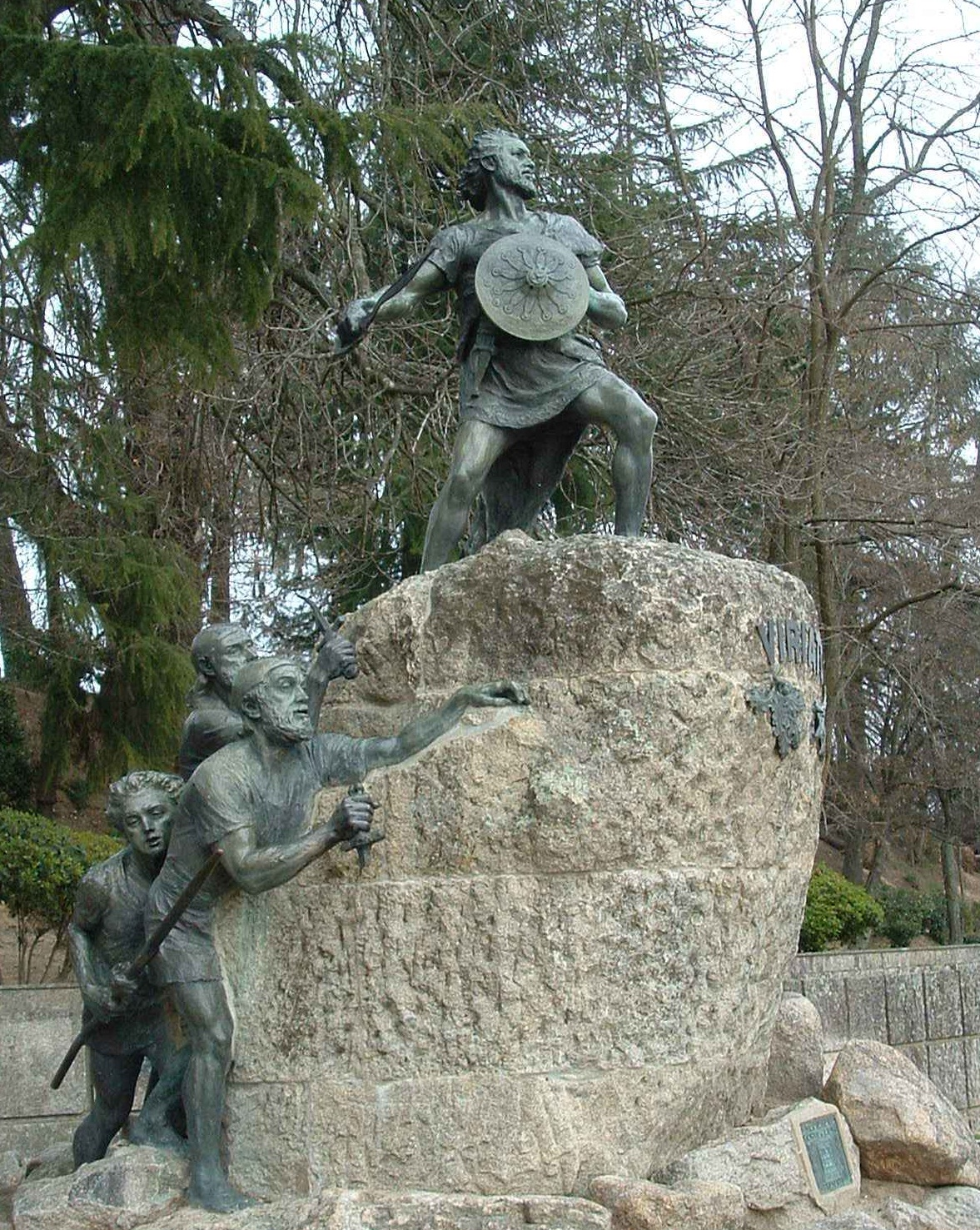
standbeeld van Viriatus, de leider van de Lusitaniërs tijdens de Lusitanische Oorlog (155 tot 139 v.Chr.)

Historici beschouwen de Lusitaniërs als bijzonder bedreven in guerrillaoorlogvoering. De sterksten onder hen werden geselecteerd om de bevolking in bergachtige gebieden te verdedigen. Ze gebruikten haakvormige werpsperen of saunions van ijzer, en hanteerden zwaarden en helmen die leken op die van de Keltiberiërs. Ze gooiden hun werppijlen van grote afstand, raakten vaak doel en verwondden hun doelwitten ernstig. Als actieve en wendbare krijgers achtervolgden ze hun vijanden en onthoofdden hen.
In vredestijd hadden ze een bijzondere dansstijl, die grote behendigheid en lenigheid van de benen en dijen vereiste. In oorlogstijd marcheerden ze op tijd, totdat ze klaar waren om de vijand aan te vallen. 
Appianus beweert dat toen praetor Brutus Lusitania plunderde na de dood van Viriatus, de vrouwen dapper naast hun mannen vochten als vrouwelijke krijgers. 